# Jordi Hurtado
Jordi Hurtado Torres (Sant Feliu de Llobregat, 16 de junho de 1957) é um apresentador de radio e televisão espanhol. É popularmente conhecido pelo programa de perguntas e respostas Saber y Ganar. Mora em Barcelona e tem duas filhas. É também dublador.

## Rádio
- 1982 Radio al sol, Radio Barcelona da Cadena SER, Premio Ondas 1982.
- 1990 La alegría de la casa.

## TV
- 1985-1988 Si lo sé no vengo com Virginia Mataix, de Sergi Schaaff.
- 1989-1990, La liga del millón, Estudio Estadio.
- 1991 Pictionary.
- 1992 Carros de Juego.
- 1994 ¿Cómo lo hacen? com Almudena Ariza.
- 1997-actualidade: Saber y Ganar, de Sergi Schaaff.